# São Paulo Parcerias
A SP Parcerias S/A é uma sociedade de economia mista integrante da Administração Pública Indireta do Município de São Paulo, vinculada à Secretaria de Governo Municipal e constituída com o objetivo primordial de estruturar e desenvolver projetos de concessão, privatização e parcerias público-privadas para viabilizar a consecução do Plano Municipal de Desestatização e do Programa Municipal de Parcerias Público-Privadas. 
Foi criada em 2007 pelo então prefeito Gilberto Kassab como Companhia São Paulo de Parcerias (SPP) por meio da Lei Municipal nº 14.517/2007. Em 2017, sob a gestão do prefeito João Doria, o organismo teve suas atuais atribuições e denominação instituídas, através da Lei nº 16.665/2017.

## Atribuições
A companhia tem como objeto, conforme Lei Municipal nº 14.517/2007, alterada pela Lei nº 16.665/2017:
1. viabilizar e garantir a implementação do Programa Municipal de Parcerias Público-Privadas e do Plano Municipal de Desestatização;
2. gerir os ativos a ela transferidos pelo Município ou que tenham sido adquiridos a qualquer título;
3. atuar em outras atividades relacionadas ao Programa Municipal de Parcerias Público-Privadas e ao Plano Municipal de Desestatização;
4. estruturar projetos de infraestrutura, concessões, parcerias público-privadas, desestatização e outros projetos de interesse público, fornecer subsídios técnicos e auxiliar na sua implementação, conforme diretrizes do Poder Executivo;
5. auxiliar o Poder Executivo na promoção do desenvolvimento econômico e social da Cidade de São Paulo e na mobilização de ativos do Município;
6. auxiliar órgãos e entidades da Administração Pública de outros entes federativos, além de particulares, na formulação e implementação de projetos de infraestrutura, concessões, parcerias público-privadas, desestatização, parcerias em geral e outros projetos de interesse público;
7. atuar em outras atividades relacionadas com as finalidades previstas acima.[1]